# Tsinimoipangua
Tsinimoipangua est une commune de l'union des Comores située dans l'île de la Grande Comore, dans la préfecture de Hambou.

## Liste des villages
- Mitsoudjé
- Troumbéni
- Chouani
- Djoumouachongo
- Banguoi
- Nkomioni
- Salimani